# 罗氏黑头鸻
罗氏黑头鸻（学名：Thinornis rossi），又名奥克兰黑头鸻，是一种黑头鸻。该物种仅有一具于1840年由幽冥号船员在奥克兰群岛采集到的标本，现时该标本收藏于英国伦敦的自然史博物馆。其作为一个物种与新西兰岸鸻（Thinornis novaeseelandiae）的区别多年来难以确定。鸟类学家查尔斯·弗莱明推测其唯一的标本可能是一种未知的黑色突变型或是独立的物种。而现在，罗氏黑头鸻被认为是一只未成熟的新西兰岸鸻，且关于其所记录的采集地点是错误的。